# Queen Elizabeth
Queen Elizabeth — круизное судно класса Vista, находящееся в собственности компании Cunard Line и эксплуатируемое оператором Cunard Line было построено (его постройка обошлась заказчикам в 708 млн. долларов) на верфях Fincantieri в Монфальконе в Италии в 2010 году.
Своей, типичной для лайнеров Cunard, чёрно-белой окраской с красной линией и красной трубой Queen Elizabeth напоминает своих знаменитых предшественников  RMS Queen Mary 2 и  Queen Elizabeth 2. Крещение судна состоялось 11 октября 2010 года в Саутгемптоне. Крёстной матерью судна стала Королева Елизавета II, причём ещё будучи 12-летней девочкой будущая королева сопровождала свою мать на крещении первого лайнера Queen Elizabeth — RMS Queen Elizabeth. Судном-близнецом является Queen Victoria.

## История судна
Судно было заложено 2 июля 2009 года на верфях Fincantieri в Монфальконе, спущено на воду 5 января 2010 г и прошло церемонию крещения 11 октября 2010 года и уже на следующий день отправилось в свой тринадцатидневный первый рейс под руководством капитана Криса Уэлса (Chris Wells), который привёл судно сначала на Канары, а затем на Мадейру, при этом Queen Elizabeth установила своеобразный рекорд. Билеты стоимостью 1299 — 15 799 фунтов на её первый рейс были распроданы за 29 минут 14 секунд.
Легендарное судно с аналогичным именем, однако с престижной приставкой, RMS Queen Elizabeth затонуло и было выведено из эксплуатации в 1968 г.
Стоимость кают (от 45 м²) на судне начинается с 2190 евро на человека. 71 процент кают имеет балконы. Практически каждый сантиметр на судне пронизан ощущением имперского богатства и роскоши, характерной для плавучих дворцов XIX — XX века, трансатлантических лайнеров викторианской эпохи: театральный зал Royal Court, казино, бассейны, SPA, площадка для игры в гольф, танцевальный зал, площадью 300 м² для проведения Королевских бальных танцев, стены которого украшают фотографии и картины семьи Королевы Елизаветы II, библиотека, книжный магазин. Судно по праву сравнивают с машиной времени, которая переносит путешественника не только в пространстве, но и во времени. Переносит в то время, когда Британия была Британией, самой могущественной державой на суше и на море, а с учётом колоний превосходила по площади даже Российскую империю, являясь крупнейшим когда-либо существовавшим государством за всю историю человечества с колониями на всех континентах.

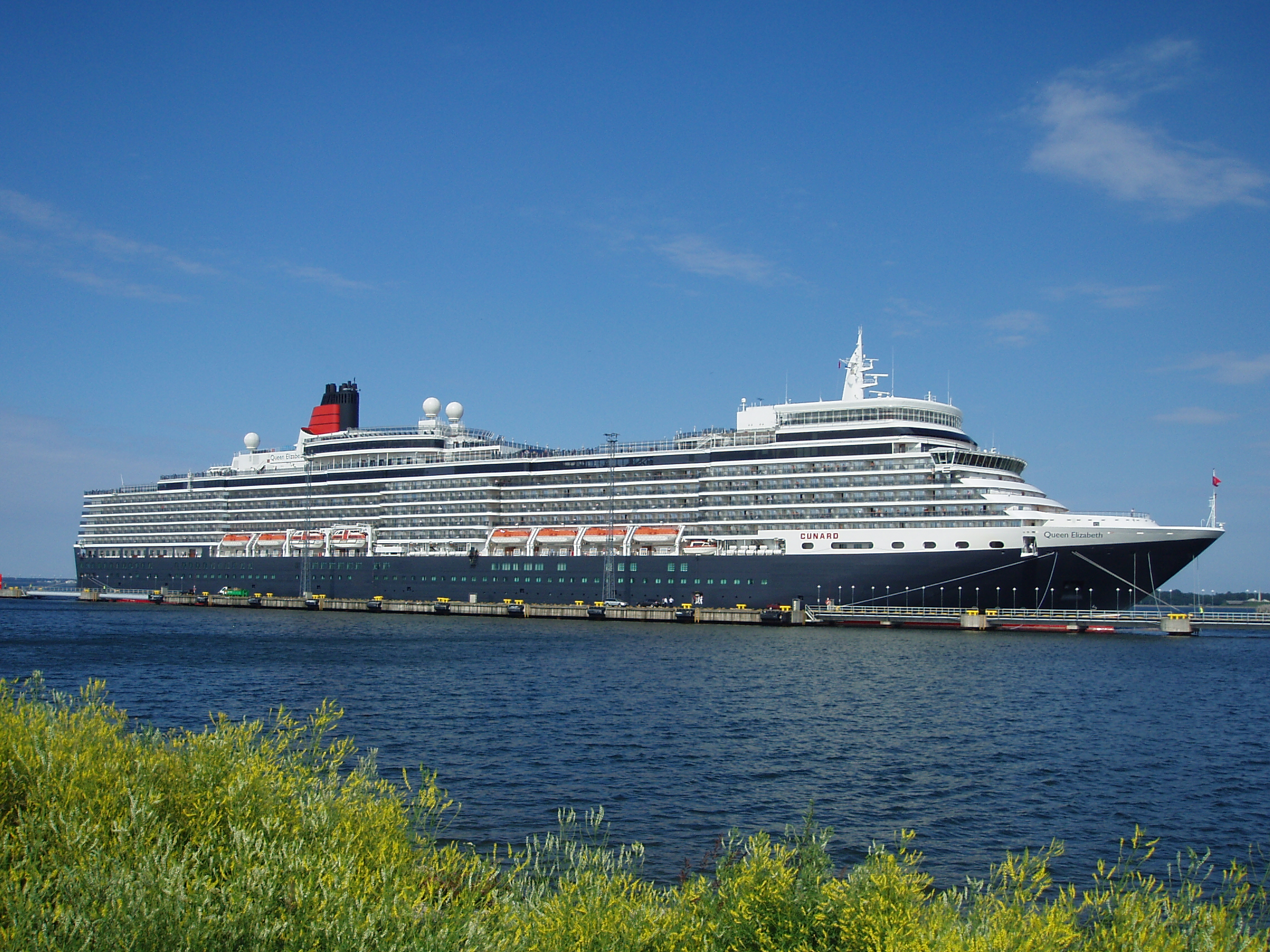
Queen Elizabeth под флагом Великобритании 7 июля 2011 года
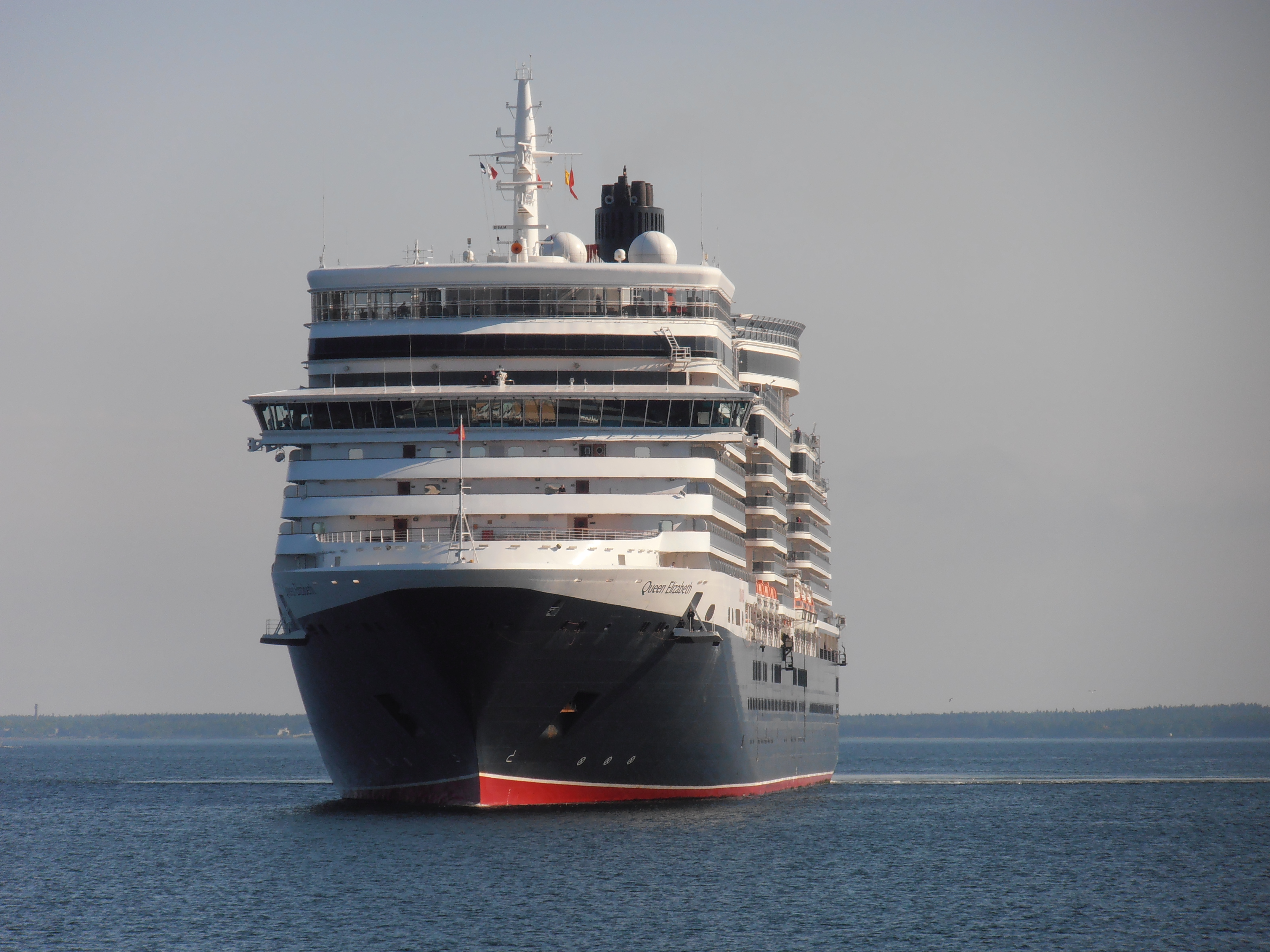
Прибытие в Таллин ранним утром 10 июня 2012 года
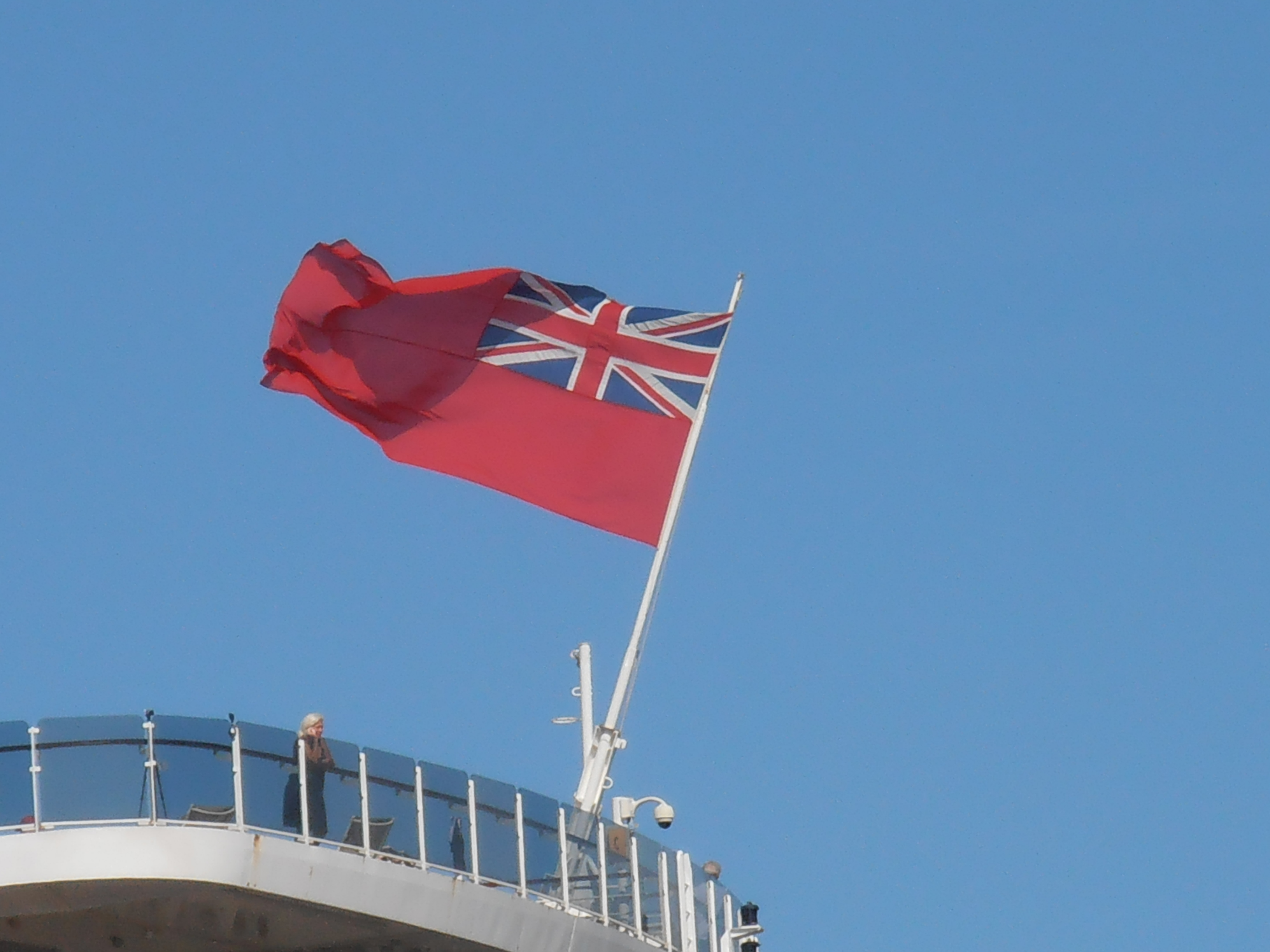
Кормовой флаг судна 20 июля 2012 года